# Al Baxter
Alastair Kenneth Ewan Baxter, detto Al (Canberra, 21 gennaio 1977), è un ex rugbista a 15 e architetto australiano, per 11 stagioni pilone dei Waratahs.

## Biografia
Militante a livello di campionato provinciale australiano con la selezione del Northern Suburbs (Sydney), rappresentò nel campionato nazionale e nel Super 14 i Waratahs: l'esordio nella competizione del SANZAR avvenne nel 2000 contro i Bulls.
Esordì in Nazionale australiana ad Auckland contro la Nuova Zelanda nell'ultimo incontro del Tri Nations 2003; il suo secondo incontro fu contro l'Argentina durante la Coppa del Mondo di rugby 2003; titolare per tutta la manifestazione, disputò anche la finale, persa contro l'Inghilterra.
Dall'edizione del 2003 prese parte a tutte le edizioni del Tri Nations fino al 2009; fu convocato per la Coppa del Mondo di rugby 2007 in Francia, nel corso della quale raggiunse la sua cinquantesima presenza internazionale contro il Canada.
Al termine della stagione di Super Rugby 2011 Baxter annunciò il suo ritiro, pur dichiarandosi disponibile a essere eventualmente convocato per la Coppa del Mondo di rugby 2011, cosa che comunque non avvenne; fino al 2009, anno dei suoi più recenti impegni internazionali, disputò 69 incontri per gli Wallabies.
Dal 2001 è architetto, laureato all'Università di Sydney.